# Сельское поселение «Казановское» (Забайкальский край)
Се́льское поселе́ние «Казановское» — муниципальное образование в Шилкинском районе Забайкальского края Российской Федерации.
Административный центр — село Казаново.

## История
Статус и границы сельского поселения установлены Законом Читинской области от 19 мая 2004 года «Об установлении границ, наименований вновь образованных муниципальных образований и наделении их статусом сельского, городского поселения в Читинской области».

## Население
| 2010  | 2011  | 2012  | 2013  | 2014  | 2015  | 2016  |
| ----- | ----- | ----- | ----- | ----- | ----- | ----- |
| 2203  | ↘2201 | ↘2171 | ↘2122 | ↘2077 | ↘2056 | ↘2009 |
| 2017  | 2018  | 2019  | 2020  | 2021  |       |       |
| ↘1969 | ↘1947 | ↘1918 | ↘1889 | ↘1741 |       |       |

## Состав сельского поселения
| № | Населённый пункт | Тип населённого пункта          | Население |
| - | ---------------- | ------------------------------- | --------- |
| 1 | Казаново         | село, административный центр    | ↘1815     |
| 2 | Онон             | посёлок железнодорожной станции | ↗59       |

## Местное самоуправление
Главы сельского поселения
- Сергей Александрович Бурдинский
- Марина Ивановна Колесник
- с 26.02.2023 года — Наталья Валерьевна Пичуева